# Liste der Stolpersteine in Gaukönigshofen

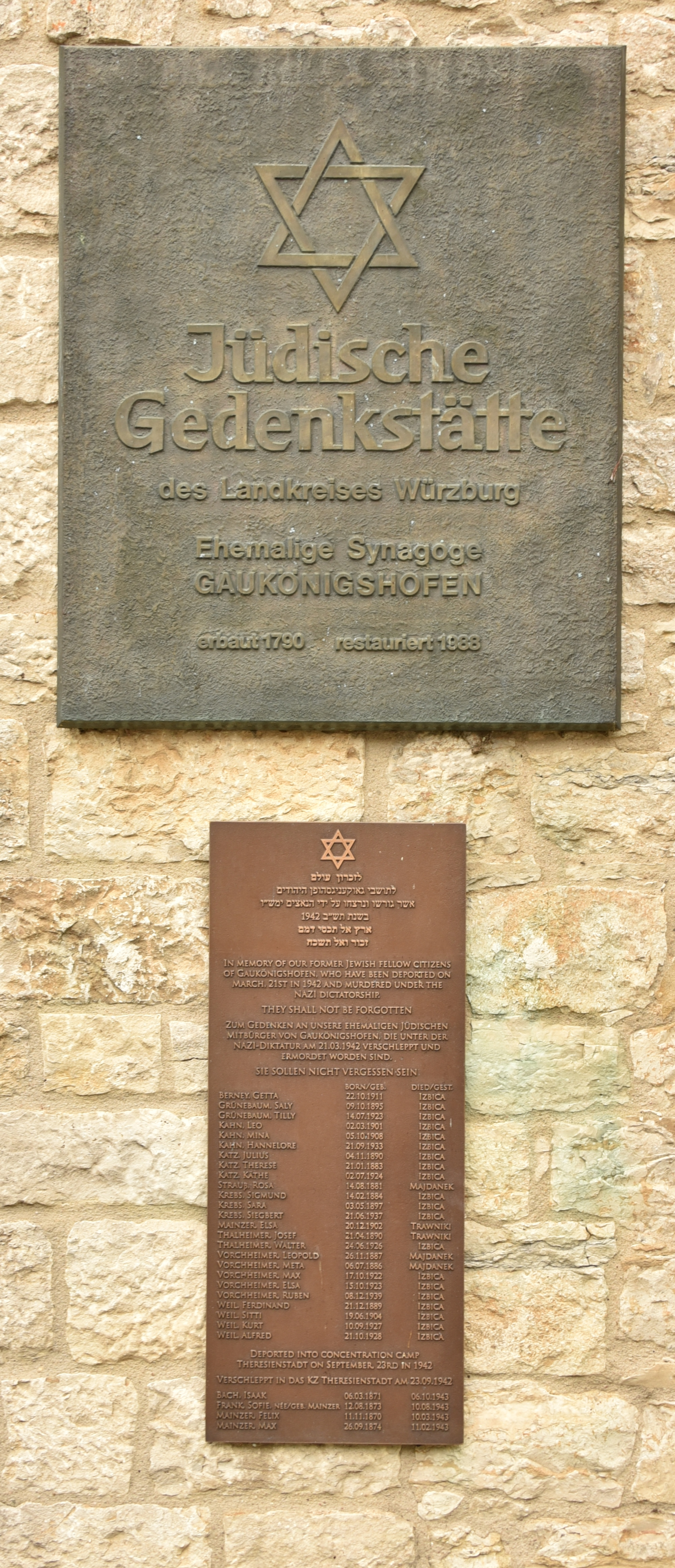
Gedenktafeln Jüdische Gedenkstätte (Gaukönigshofen)

Diese Liste der Stolpersteine in Gaukönigshofen enthält die Stolpersteine, die im Rahmen des gleichnamigen Kunstprojekts von Gunter Demnig in der unterfränkischen Gemeinde Gaukönigshofen, einschließlich des Ortsteils Acholshausen, verlegt wurden. Mit ihnen soll Opfern des Nationalsozialismus gedacht werden, die in Gaukönigshofen lebten und wirkten.
Auch wenn die Jüdische Gemeinde Acholshausen offiziell erst 1937 aufgelöst wurde, hatten sich die jüdischen Bewohner der damals eigenständigen Gemeinde Acholshausen bereits im Jahre 1895 der Kultusgemeinde von Gaukönigshofen angeschlossen. Seit dem Jahre 1988 beherbergt das restaurierte Synagogengebäude in Gaukönigshofen die Gedenkstätte für die jüdischen Opfer im Landkreis Würzburg. Auf einer dort angebrachten Gedenktafel sind die Namen von 29 aus Gaukönigshofen verschleppten und ermordeten ehemaligen Mitbürgern verzeichnet.
Den Anstoß für die Verlegung von Stolpersteinen in Gaukönigshofen hatte ein zu Beginn des Zweiten Weltkriegs in die USA emigrierter Gaukönigshofer gegeben. 2004 stellte er den Antrag, vor seinem Elternhaus, dem Anwesen am Königshof 7, Stolpersteine setzen zu dürfen, um so seinen Angehörigen zu gedenken. Dies wurde vom Gemeinderat mit großer Mehrheit befürwortet. Am 24. September 2008 verlegte Gunter Demnig in Gaukönigshofen insgesamt 23 Stolpersteine: 2 in Acholshausen und 21 in Gaukönigshofen. Auf jedem der Betonquader mit zehn Zentimeter Kantenlänge, die in den Bürgersteigen vor den ehemaligen Wohnhäusern der Opfer eingelassen sind, ist auf der Oberseite eine Messingtafel verankert. Diese gibt Auskunft über Namen, Geburtsjahr und Schicksal der Personen, derer gedacht werden soll.

## Verlegte Stolpersteine

### Ortsteil Acholshausen
| Stolperstein | Inschrift                                                                 | Verlegeort    | Name, Leben |
| ------------ | ------------------------------------------------------------------------- | ------------- | --- |
|              | HIER WOHNTE BETTY WEIL GEB. KUHN JG. 1906 DEPORTIERT 1942 IZBICA ERMORDET | Obere Gasse · | Betty Weil geb. Kuhn wurde in Aidhausen geboren, wann sie Moritz Weil heiratete und zu ihm nach Acholshausen zog, ist unbekannt. (Eintrag in der BDJU.) |
|              | HIER WOHNTE MORITZ WEIL JG. 1898 DEPORTIERT 1942 IZBICA ERMORDET          | Obere Gasse · | Moritz Weil war von Beruf Landwirt. Zum Novemberpogrom 1938 waren nur noch er und seine Frau Betti in Acholshausen ansässig. (Eintrag in der BDJU.)     |

### Ortsteil Gaukönigshofen
| Stolperstein | Inschrift                                                                                    | Verlegeort               | Name, Leben |
| ------------ | -------------------------------------------------------------------------------------------- | ------------------------ | --- |
|              | HIER WOHNTE GETTA BERNEY JG. 1911 DEPORTIERT 1942 IZBICA ERMORDET                            | Julius-Echter-Straße 4 · | Getta Berney stammte aus Karbach. Sie arbeitete als Hausangestellte in Gaukönigshofen. (Eintrag in der BDJU.)                                                             |
|              | HIER WOHNTE SALY GRÜNEBAUM GEB. STEINHARD JG. 1895 DEPORTIERT 1942 IZBICA ERMORDET           | Mühlstraße ·             | Saly Grünebaum geb. Steinhard wurde am 9. Oktober 1895 in Gaukönigshofen geboren. Hier heiratete sie einen unbekannten Mann namens Grünebaum. (Eintrag in der BDJU.)      |
|              | HIER WOHNTE TILLY GRÜNEBAUM JG. 1923 DEPORTIERT 1942 IZBICA ERMORDET                         | Mühlstraße ·             | Tilly Grünebaum wurde am 14. Juli 1923 in Würzburg geboren. (Eintrag in der BDJU.)                                                                                        |
|              | HIER WOHNTE HANNELORE KAHN JG. 1933 DEPORTIERT 1942 IZBICA ERMORDET                          | Am Königshof ·           | Hannelore Kahn wurde als einziges Kind des Ehepaars Kahn in Gaukönigshofen geboren. (Eintrag in der BDJU.)                                                                |
|              | HIER WOHNTE LEO KAHN JG. 1901 DEPORTIERT 1942 IZBICA ERMORDET                                | Am Königshof ·           | Leo Kahn stammte aus Mittelsinn. Er war ab 1931 in Gaukönigshofen als (Religions-)Lehrer und wohl auch als Vorbeter sowie Schächter tätig. (Eintrag in der BDJU.)         |
|              | HIER WOHNTE MINA KAHN GEB. SÜNDERMANN JG. 1908 DEPORTIERT 1942 IZBICA ERMORDET               | Am Königshof ·           | Mina Kahn geb. Sündermann wurde in Westheim geboren. Sie heiratete Leo Kahn, als dieser dort als Lehrer tätig war. (Eintrag in der BDJU.)                                 |
|              | HIER WOHNTE JULIUS KATZ JG. 1890 DEPORTIERT 1942 IZBICA ERMORDET                             | Am Königshof ·           | Julius Katz stammte aus Bastheim und war Kaufmann. (Eintrag in der BDJU.)                                                                                                 |
|              | HIER WOHNTE KÄTHE KATZ JG. 1924 DEPORTIERT 1942 IZBICA ERMORDET                              | Am Königshof ·           | Käthe Katz, Tochter von Julius und Therese Katz, wurde in Gaukönigshofen geboren. (Eintrag in der BDJU.)                                                                  |
|              | HIER WOHNTE THERESE KATZ GEB. STRAUSS JG. 1883 DEPORTIERT 1942 IZBICA ERMORDET               | Am Königshof ·           | Therese Katz geb. Strauß wurde in Gaukönigshofen geboren, wo sie auch zuletzt mit ihrer Familie lebte. (Eintrag in der BDJU.)                                             |
|              | HIER WOHNTE SARA KREBS GEB. WEIL JG. 1897 DEPORTIERT 1942 IZBICA ERMORDET                    | Am Königshof 7 ·         | Sara Krebs geb. Weil wurde im benachbarten Acholshausen geboren. Nach ihrer Heirat mit Siegmund Krebs lebte die Familie zuletzt in Gaukönigshofen. (Eintrag in der BDJU.) |
|              | HIER WOHNTE SIEGBERT KREBS JG. 1937 DEPORTIERT 1942 IZBICA ERMORDET                          | Am Königshof 7 ·         | Siegbert Krebs, Sohn von Sigmund und Sara Krebs kam in Würzburg zur Welt. (Eintrag in der BDJU.)                                                                          |
|              | HIER WOHNTE SIGMUND KREBS JG. 1884 DEPORTIERT 1942 IZBICA ERMORDET                           | Am Königshof 7 ·         | Sigmund Krebs stammte aus Reichenberg und war Viehhändler. (Eintrag in der BDJU.)                                                                                         |
|              | HIER WOHNTE ELSA MAINZER JG. 1902 DEPORTIERT 1942 IZBICA ERMORDET                            | Julius-Echter-Straße 4 · | Elsa Mainzer wurde am 20. Dezember 1902 in Gaukönigshofen geboren. (Eintrag in der BDJU.)                                                                                 |
|              | HIER WOHNTE ROSA KLARA STRAUSS JG. 1881 DEPORTIERT 1942 IZBICA ERMORDET IN MAJDANEK          | Am Königshof ·           | Rosa Klara Strauss wurde in Gaukönigshofen geboren. (Eintrag in der BDJU.)                                                                                                |
|              | HIER WOHNTE JOSEF THALHEIMER JG. 1890 DEPORTIERT 1942 IZBICA ERMORDET                        | Am Königshof 5 ·         | Josef Thalheimer wurde in Gaukönigshofen geboren, von Beruf war er Kaufmann. (Eintrag in der BDJU.)                                                                       |
|              | HIER WOHNTE MARTHA THALHEIMER GEB. BERLINER JG. 1898 OPFER DES POGROMS TOT AN FOLGEN 2.2.939 | Am Königshof 5 ·         | Martha Thalheimer |
|              | HIER WOHNTE WALTER THALHEIMER JG. 1926 DEPORTIERT 1942 IZBICA ERMORDET                       | Am Königshof 5 ·         | Walter David Thalheimer, Sohn von Josef Thalheimer, wurde in Gaukönigshofen geboren. (Eintrag in der BDJU.)                                                               |
|              | HIER WOHNTE ALFRED WEIL JG. 1928 DEPORTIERT 1942 IZBICA ERMORDET                             | Am Königshof 2 ·         | Alfred Weil wurde in Würzburg geboren. (Eintrag in der BDJU.) |
|              | HIER WOHNTE FERDINAND WEIL JG. 1889 DEPORTIERT 1942 IZBICA ERMORDET                          | Am Königshof 2 ·         | Ferdinand Weil stammte aus dem benachbarten Acholshausen. Er war von Beruf Viehhändler und heiratete Sitti Strauß, mit der er zwei Söhne hatte.(Eintrag in der BDJU.)     |
|              | HIER WOHNTE FRITZ KURT WEIL JG. 1927 DEPORTIERT 1942 IZBICA ERMORDET                         | Am Königshof 2 ·         | Fritz Kurt Weil kam in Gaukönigshofen zur Welt. (Eintrag in der BDJU.) |
|              | HIER WOHNTE SITTI WEIL GEB. STRAUSS JG. 1904 DEPORTIERT IZBICA ERMORDET                      | Am Königshof 2 ·         | Sitti Weil geb. Strauß stammte aus Schöllkrippen. (Eintrag in der BDJU.)                                                                                                  |

## Verlegedatum
- 24. September 2008